# خونيك (درميان)
خونیك (بالفارسية: خونیک) هي مستوطنة تقع في إيران في قسم درمیان الريفي. يقدر عدد سكانها بـ 14 نسمة بحسب إحصاء 2016.